# Ruby Blue (film)

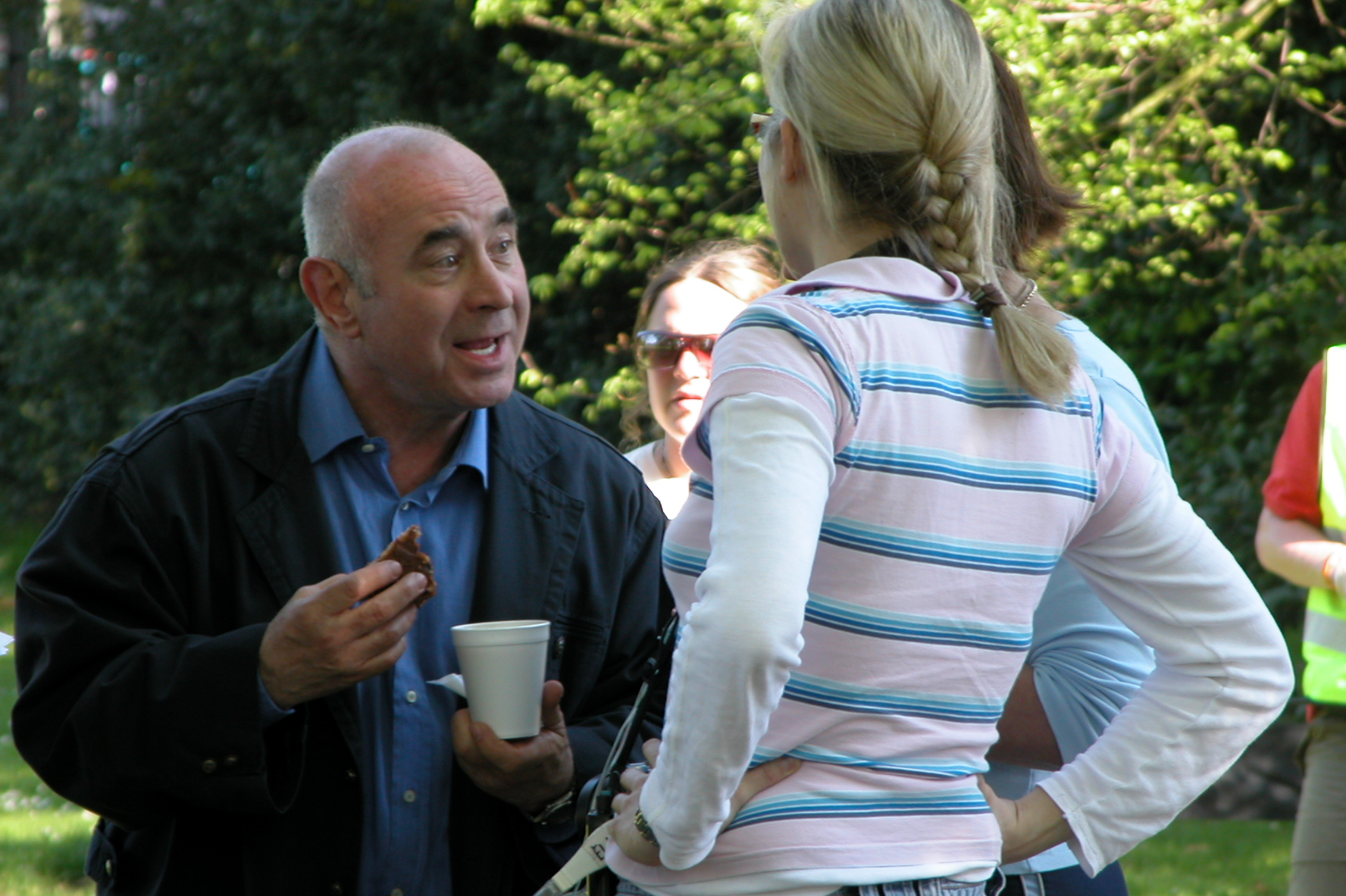
Bob Hoskins sur le tournage de Ruby Blue

Ruby Blue est un film de Jan Dunn de 2007, avec Josiane Balasko et Bob Hoskins.
Il a remporté le prix Spirit of Moondance au Moondance International Film Festival en 2008,.

## Fiche technique
- Réalisation : Jan Dunn